# 福島県の図書館一覧
福島県の図書館一覧（ふくしまけんのとしょかんいちらん）とは、福島県にある図書館・図書室を市部・郡部別にまとめたものである（学校図書館を除く）。

## 市部

### 福島市
- 福島県立図書館
- 福島市立図書館
  - 福島市子どもライブラリー
  - 福島市西口ライブラリー
- 福島県議会事務局政務調査課図書室
- 福島県点字図書館
- 福島大学附属図書館
- 福島県立医科大学附属学術情報センター
- 福島学院大学図書館情報センター
- 桜の聖母短期大学図書館情報センター

### 会津若松市
- 会津若松市立会津図書館
- 会津大学情報センター附属図書館
- 会津大学短期大学部附属図書館

### 郡山市
- 郡山市図書館
  - 郡山市中央図書館
    - 日和田分館
    - 緑ヶ丘分館
    - 逢瀬分館
    - 富田分館
    - 湖南分館
    - 大槻分館
    - 片平分館
    - 喜久田分館
    - 熱海分館
    - 三穂田分館
    - 田村分館
    - 中田分館
    - 西田分館

  - 郡山市安積図書館
  - 郡山市希望ヶ丘図書館
  - 郡山市富久山図書館
- 公益財団法人金森和心会クローバー子供図書館
- 奥羽大学図書館
- 郡山女子大学図書館
- 日本大学工学部図書館

### いわき市
- いわき市立図書館
  - いわき市立いわき総合図書館
  - いわき市立小名浜図書館
  - いわき市立勿来図書館
  - いわき市立常磐図書館
  - いわき市立内郷図書館
  - いわき市立四倉図書館
- いわき明星大学図書館
- 東日本国際大学昌平図書館

### 白河市
- 白河市立図書館
  - 白河市立表郷図書館
  - 白河市立大信図書館（旧・中山義秀記念文学館図書室）
  - 白河市立東図書館

### 須賀川市
- 須賀川市図書館
  - 須賀川市岩瀬図書館
  - 須賀川市長沼図書館

### 喜多方市
- 喜多方市立図書館

### 相馬市
- 相馬市図書館

### 二本松市
- 二本松市立図書館
  - 二本松市立二本松図書館
  - 二本松市立岩代図書館
- 福島県男女共生センター図書室

### 田村市
- 田村市図書館
  - 大越分館
  - 滝根分館
  - 常葉分館
  - 都路分館

### 南相馬市
- 南相馬市立図書館
  - 南相馬市立中央図書館
  - 南相馬市立小高図書館
  - 南相馬市立鹿島図書館

### 伊達市
- 伊達市図書館

### 本宮市
- 本宮市立図書館
  - 本宮市立しらさわ夢図書館

## 郡部

### 伊達郡
桑折町
- 桑折町中央公民館図書室

国見町
- 国見町観月台文化センター

川俣町
- 川俣町中央公民館図書室

### 安達郡
大玉村
- 大玉村歴史民俗資料館

### 岩瀬郡
鏡石町
- 鏡石町図書館

天栄村
- 天栄村生涯学習センター

### 南会津郡
下郷村
- グリーンプラザ・田沼文蔵記念館図書室

桧枝岐村
- 檜枝岐村公民館図書室

南会津町
- 南会津町図書館

### 耶麻郡
北塩原村
- 北塩原村公民館図書室

磐梯町
- 磐梯町中央公民館図書室

猪苗代町
- 猪苗代町体験交流館図書室

### 河沼郡
会津坂下町
- 会津坂下町中央公民館図書室

湯川村
- 湯川村公民館図書室

柳津町
- やないづふれあい館（柳津町中央公民館）図書室

### 大沼郡
三島町
- 三島町公民館図書室

金山町
- 金山町中央公民館図書室

昭和村
- 昭和村公民館図書室

只見町
- 只見地区センター図書室

会津美里町
- 会津美里町公民館分室・図書室

### 西白河郡
西郷村
- 西郷村中央公民館図書室

泉崎村
- 泉崎図書館

中島村
- 中島村生涯学習センター輝ら里 図書室

矢吹町
- 矢吹町図書館

### 東白川郡
棚倉町
- 棚倉町立図書館

矢祭町
- 矢祭もったいない図書館

塙町
- 塙町立図書館

鮫川村
- 鮫川村図書館

### 石川郡
石川町
- 石川町公民館図書室

玉川村
- 玉川村公民館図書室

平田村
- 平田村中央公民館図書室

浅川町
- 浅川町中央公民館図書室

古殿町
- 古殿町図書館

### 田村郡
三春町
- 三春町民図書館

小野町
- 小野町ふるさと文化の館

### 双葉郡
広野町
- 広野町図書室

楢葉町
- 楢葉町コミュニティセンター

富岡町
- 富岡町図書館

川内村
- 天山文庫
- 川内村公民館図書室

大熊町
- 大熊町図書館

双葉町
- 双葉町図書館

浪江町
- 浪江町図書館

葛尾村
- 葛尾村公民館図書室

### 相馬郡
新地町
- 新地町図書館

飯舘村
- 飯舘村公民館図書室